# Wyspy Stanów Zjednoczonych
Według federalnego biura nazw geograficznych (Geographic Names Information System), należącego do amerykańskiej agencji naukowo-badawczej, zajmującej się między innymi pomiarami geologicznymi (United States Geological Survey), do Stanów Zjednoczonych należy 18 617 wysp posiadających nazwę.
Największa wyspa Stanów Zjednoczonych to Hawaiʻi należąca do archipelagu Hawaje a kolejnymi są należące do Alaski Kodiak (Archipelag Kodiak) i Wyspa Księcia Walii (Archipelag Aleksandra). Oprócz wysp Hawajów oraz czterech archipelagów Alaski innymi ważniejszymi wyspami są leżące na południe od Florydy wyspy Florida Keys, wyspy Sea Islands leżące wzdłuż południowo-wschodniego wybrzeża USA a także wyspy na Wielkich Jeziorach, wyspy na rzekach i na zachodnim wybrzeżu Kalifornii (Channel Islands).

## Connecticut
- Cedar Island

## Floryda
Według federalnego biura nazw geograficznych (Geographic Names Information System), należącego do United States Geological Survey, do stanu Floryda należy 1 746 wysp posiadających nazwę. Najważniejszymi z nich są:
- Amelia Island
- Anastasia Island
- Anna Maria Island
- Caladesi Island
- Captiva Island
- City Island
- Emilio’s Island
- Longboat Key
- Okaloosa Island
- Florida Keys (archipelag)
- Hillsboro Island
- Hutchinson Island
- Hypoluxo Island
- Jupiter Island
- Key Biscayne
- Lido Key
- Longboat Key
- Marco Island
- Miami Beach
- North Hutchinson Island
- North Palm Beach Island
- Orchid Island
- Palm Beach Island
- Peanut Island
- Pine Island
- Ritta Island
- Sanibel Island
- Santa Rosa Island
- St. George Island
- Siesta Key
- South Palm Beach Island
- Star Island
- Ten Thousand Islands
- Venice Island

## Georgia
Według federalnego biura nazw geograficznych (Geographic Names Information System), należącego do United States Geological Survey, do stanu Georgia należy 481 wysp posiadających nazwę. Najważniejszymi z nich są:

- Blackbeard Island
- Cockspur Island
- Cumberland Island
- Daufuskie Island
- Jekyll Island
- Little Tybee Island
- Sapelo Island
- St. Catherines Island
- St. Simons Island
- Tybee Island
- Wassaw Island
- Wilmington Island
- Whitemarsh Island
- Ossabaw Island
- St. Simons Island

## Hawaje

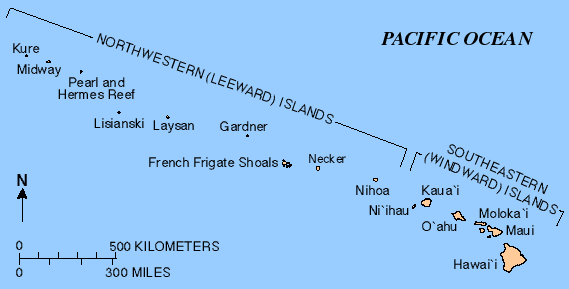

- Hawaiʻi
- Maui
- Kahoʻolawe (niezamieszkana)
- Oʻahu
- Niʻihau
- Molokaʻi
- Kauaʻi
- Lānaʻi
- Ford Island
- Sand Island

## Illinois
- Big Blue Island
- Campbell’s Island
- Carroll Island
- Chouteau
- Goose Island
- Arsenal (Illinois)

## Kalifornia
- Channel Islands
  - Santa Barbara
  - Anacapa
  - Santa Rosa
  - San Nicolas
  - San Clemente
  - Santa Catalina
  - San Miguel
- Wyspy Farallońskie
- Wyspy w Zatoce San Francisco
  - Alcatraz
  - Angel

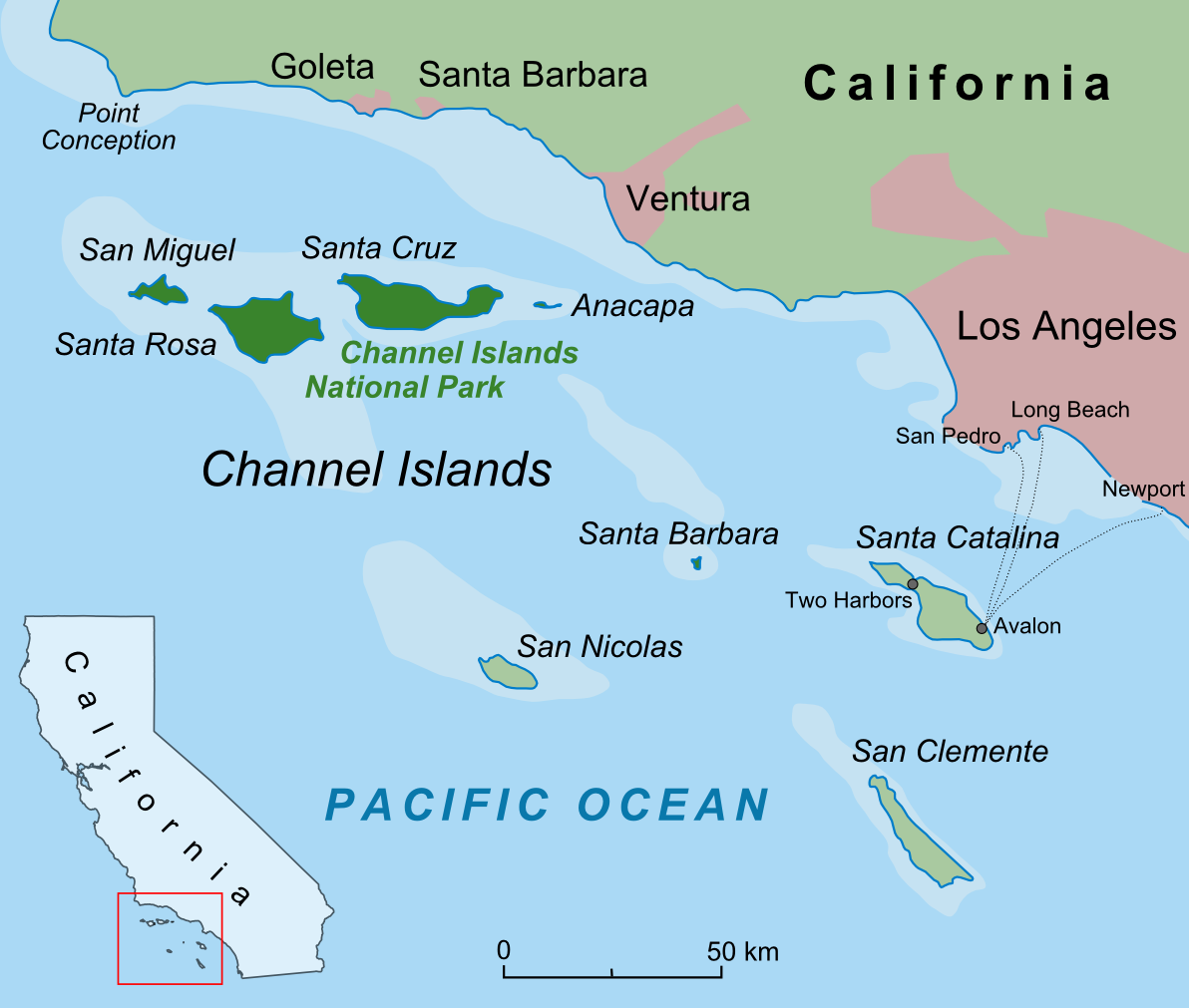

  - Wyspa Skarbów (miejsce Wystawy światowej w 1939 roku)
- Dolina rzeczna Sacramento-San Joaquin

## Karolina Południowa
Według federalnego biura nazw geograficznych (Geographic Names Information System), należącego do United States Geological Survey, do stanu Karolina Południowa należy 387 wysp posiadających nazwę. Najważniejszymi z nich są:
- Bull Island
- Dewees Island
- Edisto Island
- Folly Island
- Fripp Island
- Isle of Palms
- James Island
- Johns Island
- Kiawah Island
- Morris Island
- Seabrook Island
- Sullivan’s Island
- Wadmalaw Island

## Karolina Północna
Według federalnego biura nazw geograficznych (Geographic Names Information System), należącego do United States Geological Survey, do stanu Karolina Północna należy 415 wysp posiadających nazwę. Najważniejszymi z nich są:

- Bald Head Island
- Bear Island
- Bogue Banks
- Cedar Island
- Core Banks
- Figure Eight Island
- Harkers Island
- Hatteras Island
- Ocean Isle
- Ocracoke Island
- Oak Island
- Pleasure Island
- Pea Island
- Bodie Island
- Roanoke Island
- Topsail Island
- Masonboro Island
- Shackleford Banks
- Sunset Beach Isle
- Holden Beach
- Bird Island (leży na granicy z Karoliną Południową)
- Knotts Island
- Wrightsville Beach

## Luizjana
Według federalnego biura nazw geograficznych (Geographic Names Information System), należącego do United States Geological Survey, do stanu Luizjana należy 469 wysp posiadających nazwę. Najważniejszymi z nich są:
- Avery Island
- Belle Isle
- Bateman Island
- Beauregard Island
- Chandeleur Islands
- Cote Blanche
- Grand Isle
- Last Island
- Marsh Island
- Wilson Island

## Michigan
- Isle Royale
- Bois Blanc Island
- Beaver Island
- Manitou Island
- Grand Island
- Drummond Island

## Nowy Jork
- Long Island
- Staten Island
- Fire Island
- Manhattan
- Ellis Island
- Roosevelt Island

## Teksas
Według federalnego biura nazw geograficznych (Geographic Names Information System), należącego do amerykańskiej agencja naukowo-badawczej, zajmującej się między innymi pomiarami geologicznymi (United States Geological Survey), do stanu Teksas należy 260 wysp posiadających nazwę. Najważniejszymi z nich są:

- Brazos Island
- Galveston Island
- Ward Island
- Dagger Island
- Mud Island
- Ingleside Point
- Long Island
- Dewberry Island
- Grass Island
- Goat Island
- Matagorda Island
- Mustang Island
- Pelican Island (Corpus Christi)
- Coyote Island
- Shamrock Island
- Spoil Banks
- Horse Island
- Blackberry Island
- Pelican Island
- Pleasure Island
- Padre Island
- South Padre Island
- North Padre Island
- San José Island
- Pelone Island
- Clark Island
- Long Island
- Bayucos Island
- Tiki Island
- High Island

## Terytoria zależne

### Nieinkorporowane terytorium stowarzyszone
- Mariany Północne
  - Alamagan
  - Rota
  - Saipan
  - Tinian
  - Farallon de Pajaros (niezamieszkana)
  - Maug Islands (niezamieszkana)
  - Pagan (niezamieszkana)
  - Guguan (niezamieszkana)
  - Agrihan (niezamieszkana)
  - Sarigan (niezamieszkana)
  - Anatahan (niezamieszkana)
  - Asuncion (niezamieszkana)
  - Farallon de Medinilla (niezamieszkana)
- Portoryko

### Nieinkorporowane terytorium zorganizowane
- Guam
  - Cocos Island (niezamieszkana)
- Wyspy Dziewicze Stanów Zjednoczonych

### Nieinkorporowane terytorium niezorganizowane
- Baker (niezamieszkana)
- Howland (niezamieszkana)
- Jarvis (niezamieszkana)
- Johnston (niezamieszkana)
- Kingman (niezamieszkana)
- Midway
- Navassa (niezamieszkana)
- Samoa Amerykańskie
- Wake (niezamieszkana)

### Inkorporowane terytorium niezorganizowane
- Palmyra (niezamieszkana)